# Grand Cay
Grand Cay è un'isola e un distretto delle Bahamas situata a sud di Walker's Cay, nei pressi dell'isola di Abaco.